# Хэберли, Рональд

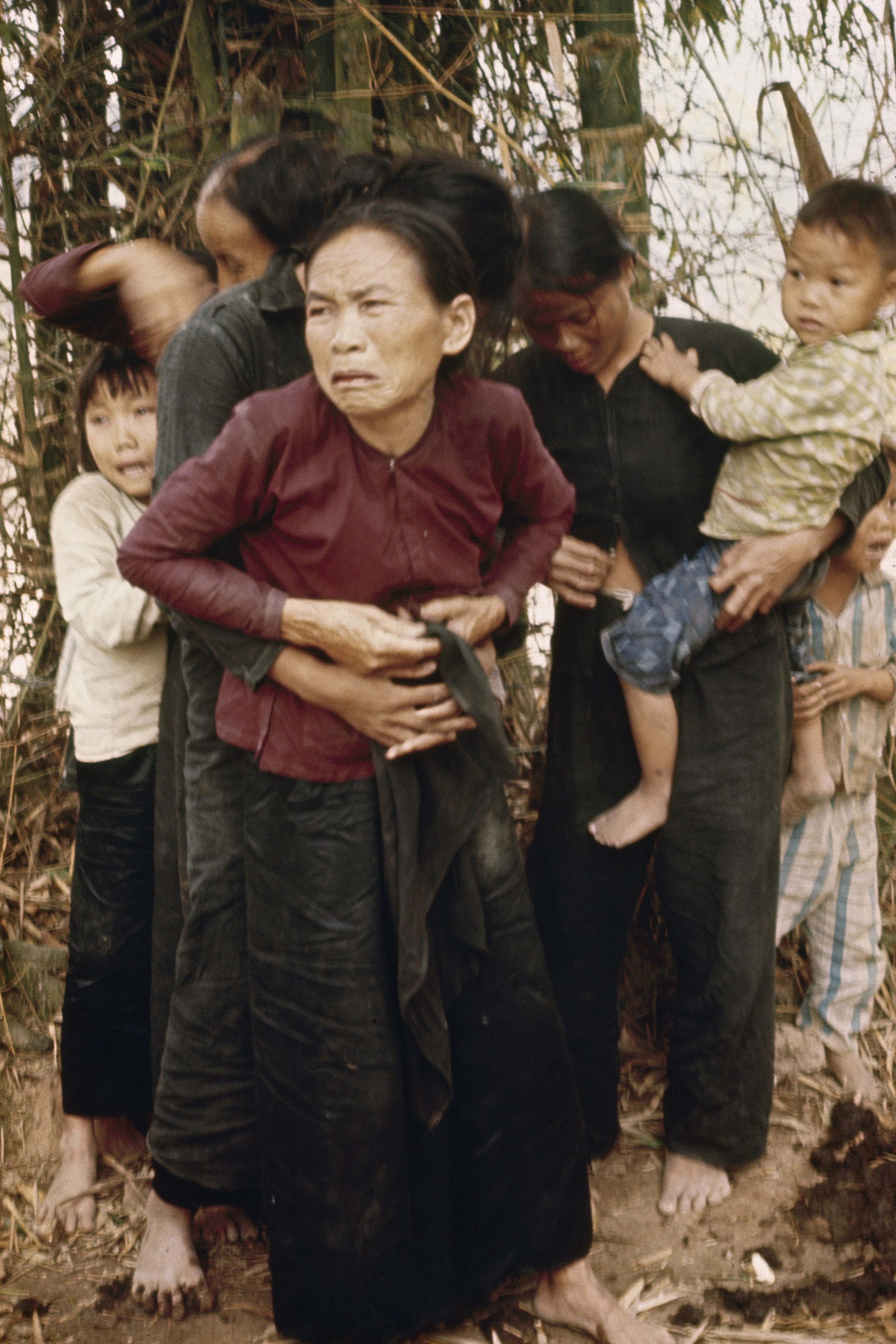
Одна из фотографий Рональда Хэберли в Сонгми. Вьетнамские женщины и дети, которые вскоре будут убиты американскими военными

Рональд Хэберли (англ. Ronald L. Haeberle) — американский военный фотограф, автор снимков жертв массового убийства в Сонгми, совершённого американскими солдатами в 1968 году во время Вьетнамской войны. 16 марта 1968 года Хэберли вместе с ротой С («Чарли») 1-го батальона 20-го пехотного полка американской армии высадился в районе деревенской общины Сонгми, где стал свидетелем массового убийства мирных жителей (преимущественно стариков, женщин и детей).

## История
У Хэберли было два фотоаппарата: армейским он снимал чёрно-белые фотографии, а принадлежащим ему лично делал цветные снимки. После увольнения с военной службы и возвращения в Кливленд Рональд Хэберли сохранил цветные снимки, однако не показывал их до ноября 1969 года, когда массовое убийство получило огласку. Хэберли связался со своим школьным другом, работавшим репортёром в кливлендской газете The Plain Dealer. Газета опубликовала снимки в чёрно-белом цвете и помогла Хэберли продать права на цветные снимки журналу Life, немецкому Stern и лондонской Sunday Times.
В докладе комиссии Уильяма Пирса, расследовавшей обстоятельства преступления, говорилось, что Хэберли скрывал от властей снимки, несмотря на обязанность сообщать о явных военных преступлениях. Однако по словам самого Хэберли, он прятал фотографии, опасаясь, что они будут просто уничтожены властями.

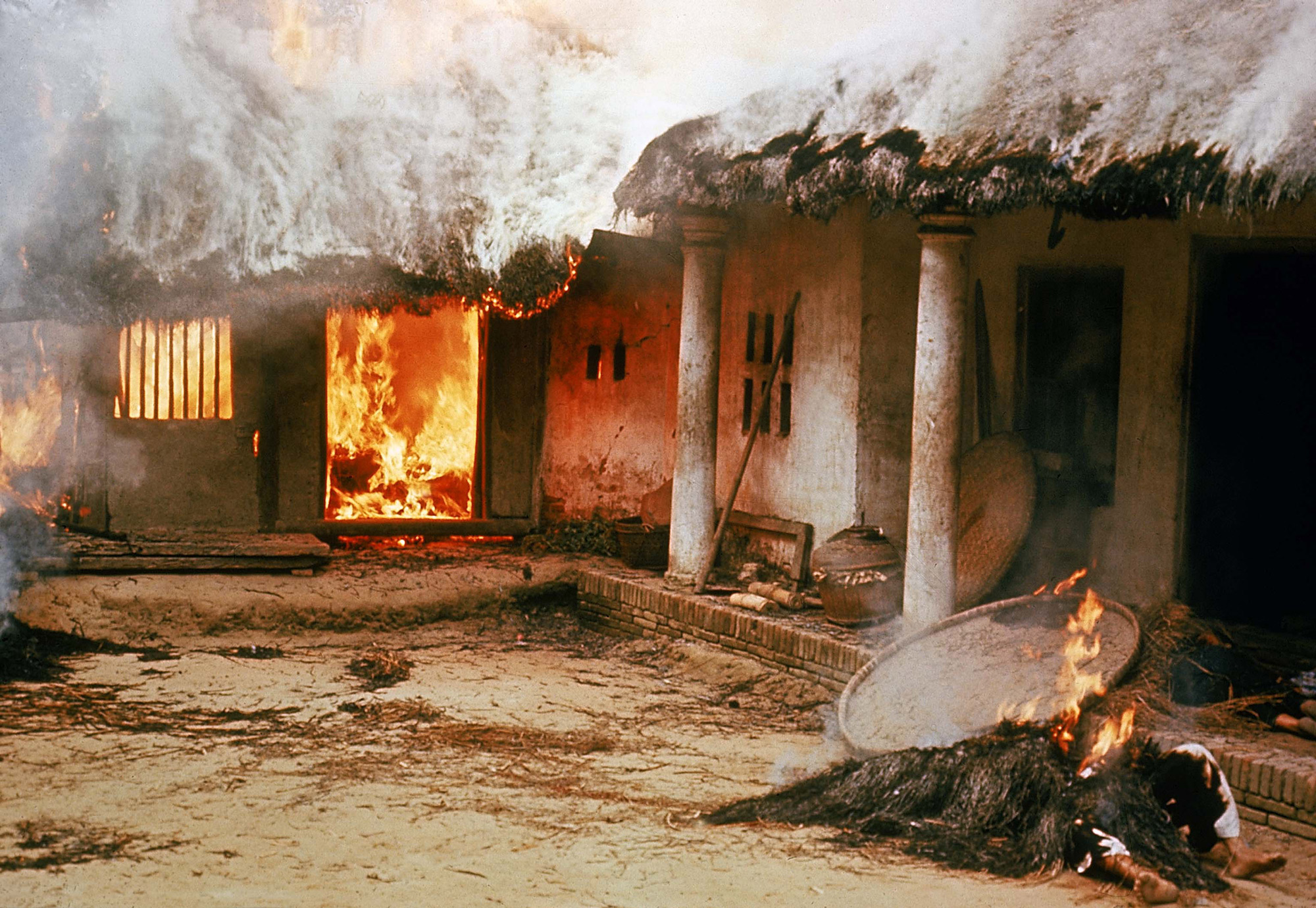
Одна из фотографий Рональда Хэберли в Сонгми. Тела убитых жителей у горящего дома

Во время судебного процесса, выступая свидетелем обвинения, Хэберли показал, что лично видел, как американские солдаты расстреливали собранных в группу мирных жителей, среди которых была женщина с ребёнком на руках.

## После войны
В 2000 и 2011 году возвращался во Вьетнам в качестве туриста.
Летом 2012 года посетил Вьетнам и деревушку Сонгми, где он встретился с Чан Ван Дук, пережившей бойню 1968 года.
В настоящее время он живёт недалеко от Кливленда в штате Огайо.